# صفايح ذهب (فلم)
صفايح ذهب (بالإنجليزية: Golden Horseshoes) هو فيلم دراما تم إنتاجه في تونس وصدر في سنة 1989. الفيلم من إخراج نوري بوزيد وكتابة نوري بوزيد.

## بطولة
- هشام رستم

## وصلات خارجية
- مقالات تستعمل روابط فنية بلا صلة مع ويكي بيانات

- http://www.festival-cannes.com/en/archives/ficheFilm/id/260/year/1989.html